# Història de l'esperanto
L'idioma auxiliar internacional esperanto va ser desenvolupat durant les dècades del 1870 i el 1880 per L. L. Zamenhof. El 1887 se'n va publicar la primera gramàtica. La xifra de parlants ha anat creixent gradualment amb el temps, encara que mai hi ha hagut gaire suport per part de governs i organismes internacionals; fins i tot ha arribat a ser considerat il·legal i se n'ha perseguit els parlants en algunes ocasions.

## Desenvolupament de l'idioma abans de la seva publicació
Per saber-ne més, vegeu Protoesperanto
- 1859: Neix Ludwik Lejzer Zamenhof, creador de l'Esperanto, a Białystok, Rusia (en l'actualitat Polònia).[1]
- 1873: La família Zamenhof es muda a Varsòvia.[1]
- 1878: Zamenhof celebra la finalització del seu projecte de l'idioma universal, Lingwe Uniwersala, amb amics de l'escola secundària.[1]
- 1879: Zamenhof assisteix a la facultat de medicina de Moscú. El seu pare crema el seu projecte de l'idioma mentre Zamenhof és fora. Al mateix temps Johann Martin Schleyer publica un esquema del Volapük, el primer idioma internacional auxiliar dissenyat que desenvolupa un grup de parlants. Molts dels clubs de Volapür posteriorment es canvien a l'esperanto.[1]
- 1881: Zamenhof torna a Varsòvia per a continuar l'escola de medicina, i comença a crear el seu projecte.[1]

## Història de l'idioma des de la seva publicació fins al primerCongrés Mundial
Per saber-ne més, vegeu Unua Libro
- 1887: Zamenof es casa, i juntament amb la seva dona publica Unua Libro, el llibre amb el qual presenta l'Esperanto modern.[2]
- 1888: Lev Tolstoi és un dels seus primers propulsors.[3]
- 1898: Al gener es publica el primer article de propaganda esperantista signat per un català, Francesc Pi i Maragall, a “El Nuevo Régimen” de Madrid.[4]
- 1899: Es considera el primer esperantista català Josep Vidal i Llopart de Vilanova i la Geltrú que l’any 1899 ja rebia correspondència en Esperanto.[5][6]
- 1901: Zamenhof publica les seves idees sobre una religió universal, basada en la filosofia de Hil·lel el Vell.
- 1902: S'obre el primer curs públic d’esperanto a Barcelona.[7]
- 1903: L'Editorial Espasa de Barcelona signa un contracte amb l'editorial Hachette de París per a la publicació en castellà de les obres de la col·lecció Aprobita de D-ro Zamenhof, de les quals tenia l'exclusiva l'editorial parisenca.[7]
- 1904: Es funda el primer grup esperantista de Barcelona.[7]

## Des del primer Congrés fins a la primera guerra mundial
Per saber-ne més, vegeu Declaració de Boulogne
- 1905: Té lloc a Boulogne-sur-Mer, el primer Universala Kongreso, congrés que es du a terme en l’idioma Esperanto, on participen 688 persones, on Catalunya és representada per Alfons Sabadell, en nom de l'Aplech, ara sota el nom de Federacio Esperantista Catalana. Es publica el Fundamento de Esperanto. S'edita a Ceret el primer butlletí esperantista català: Espero de Katalunjo[8]
- 1906: Al gener, el setmanari nacionalista Joventut obre una secció fixa d’esperanto. Al març es posa a la venda el primer manual d’esperanto en català, es tracta de la traducció de la Fundamenta Gramatiko de Zamenhof, a càrrec de Frederic Pujulà i Vallès[9] publicada per la Biblioteca Joventut.
- 1907: Dotze membres del parlament britànic nominen Zamnehof al Premi Nobel de la Pau. Es funda a Londres el Ĉekbanko Esperantista (Banko de Cheque Esperantista), que utilitza l’spesmilo, una moneda auxiliar d’esperanto creada per René de Saussure.[10][11]
- 1908: apareixen les revistes Stelo Kataluna a Igualada, i Tutmonda Esperanto a Barcelona. L’Ajuntament de Barcelona publica una guia de la ciutat en esperanto. Es duen a terme les primeres Assemblees per tal de fundar la Federació d’Esperantistes Catalans. La Universala Esperanto-Asocio, associació mundial d’esperanto, és fundada per Hector Hodler.
- 1909. Se celebra a Barcelona el V Congrés Internacional d’Esperanto. L’obertura del congrés fou presidida per l’aleshores alcalde de Barcelona en funcions, Francesc Layret, i pel Df. Zamenhof. Se celebren els primers Jocs Florals Internacionals en Esperanto, la flor natural recau en Marie Hankel i un dels guardonats fou Carles Riba.[12]
- 1910. Queda legalment constituïda la KEF (Federació Esperantista Catalana). Al Maig se celebra a Sabadell el I Congrés Català d’Esperanto. 42 membres del parlament francés nominen Zamenhof per al Premi Nobel de la Pau.[7]
- 1912: Comencen els cursos oficials d'Esperanto a la Universitat de Barcelona.[7]

## Període d'Entreguerres
- 1917: Apareix l'únic número de Kataluna Esperantisto d'aquell any, probablement per informar de la mort del Dr. Zamenhof, que tingué lloc el 14 d'abril. La publicació torna a aparèixer el 1921.[13]
- 1920: Les oficines del Ministeri d’Educació del Brasil utilitzen l'esperanto per a la seva correspondència internacional.[14]
- 1921: La II Fira de Mostres de Barcelona accepta l'Esperanto per a la seva propaganda.[13]
- 1924: Comença un nou impuls de reorganització de la KEF. La Societat de Nacions recomana als seus estats membres d'implementar l'esperanto com a idioma auxiliar.
- 1925: Al març, Delfí Dalmau i Gener fa una dissertació esperantista a Ràdio Barcelona, a partir de l'abril aquesta emissora emet un curs setmanal d'esperanto.[13]
- 1933: Ràdio Associació de Catalunya emet un programa esperantista quinzenal.[13]
- 1935: Kalocsay i Waringhien publiquen Plena Gramatiko de Esperanto (Gramàtica Completa de l'esperanto).[14]
- 1936: Les organitzacions d’esperanto són prohibiides per l'Alemanya Nazi.
- 1937: En el cinquantenari del naixement de l'esperanto, el K.E.K.K. i la Generalitat de Catalunya organitzen una gran exposició esperantista al Casal de la Cultura de Barcelona.[15]
- 1938: Es funda l’Organització Mundial Juvenil d’Esperanto TEJO.
- 1939: Se celebra al camp de concentració de Sant Cebrià de Rosselló un aplec dels esperantistes que hi són reclosos.
- 1939-1945: En nombrosos països ocupats per Alemanya, les organitzacions d’esperanto es prohibeixen.

## Des de la segona guerra mundial
- 1947: Neix a Manresa el Lingua Club, el primer grup esperantista oficial d'ençà la Guerra Civil.[13]
- 1950: S'inaugura a Sabadell el primer curs d'esperanto d'ençà la Guerra Civil.[13]
- 1954: La UNESCO estableix relacions a nivell consultiu amb l’Associació Universal d’Esperanto.
- 1966: Es crea a Argentina el Pasporta Servo, una xarxa global de parlants d’esperanto que allotja esperantistes que viatgen per diferents països.
- 1967: István Nemere funda la Renkontiĝo de Esperanto-Familioj, la primera organització de famílies parlants d'esperanto.
- 1985: La UNESCO promou que els estats membres de les Nacions Unides agreguin l'esperanto al currículum escolar. El director del Museu Espanyol d'Esperanto de Sant Pau d'Odal fa donació de l'arxiu-museu al Patrimoni de Museus del Parlament de Catalunya.[13]
- 1987: 6000 esperantistes participen en el 72è Universala Kongreso a Varsòvia per a commemorar el centenari de l'esperanto.
- 1991: Es realitza la primera Conferència Panafricana d’Esperanto a Lomé, Togo.
- 1992: PEN Internacional accepta una secció d'esperanto.
- 1999: El poeta esperantista William Auld és nominat al Premi Nobel de Literatura.
- 2001: Es llença el projecte Vikipedio (Viquipèdia en esperanto)